# Cryptachaea passiva
Cryptachaea passiva là một loài nhện trong họ Theridiidae.
Loài này thuộc chi Cryptachaea. Cryptachaea passiva được Eugen von Keyserling miêu tả năm 1891.